# 魯元寵
魯元寵（16世紀—17世紀），字君會、又字仲光，號書海，浙江紹興府會稽縣人，明朝、南明政治人物。

## 生平
魯元寵是萬曆四十六年（1618年）順天鄉試舉人，崇禎元年（1628年）中進士，授徽州府推官，清理當地冤獄。遷翰林院編修，因忤逆宦官而被外任為惠潮副使，轉為嶺東參議，在當地嚴懲壞人，盜竊風氣止息；又振興文教，教化民眾，三年後入朝，辭官歸鄉。北京失陷，他打算起兵但不果，隆武帝擢任副都御史、太僕少卿，監軍兼侍讀，南明滅亡後在雲門出家為僧。

## 引用
1. 1 2  錢海岳《南明史·卷四十八·列傳第二十四》：同（李維樾）時魯元龍【寵】，字君世，紹興山陰人。崇禎元年進士，授徽州推官，辨雪冤獄。
2. ↑  芙蓉山館全集《芙蓉山館文鈔·卷七》：〈明誥授通議大夫、翰林院編修、廣東按察司副使分巡惠潮兵備道青梅魯公傳〉：公諱元寵，字君世，號書海，浙江會稽人。
3. ↑  康熙《會稽縣志·卷二十·選舉志中》：萬曆四十六年戊午科（舉人）……魯元寵 順天
4. ↑  錢海岳《南明史·卷四十八·列傳第二十四》：遷編修，忤中貴，出為惠潮副使，轉嶺東參議，嚴緝奸宄，盜風少止。因興文教，士多向化。三年入覲歸。北京亡，欲起兵不果。紹宗擢副都御史、太僕少卿，監軍兼侍讀。國亡，為僧雲門。